# Тюменский судостроительный завод
Тюменский судостроительный завод (ТСЗ, Тюменский ордена Отечественной войны I степени судостроительный завод имени 60-летия Союза ССР)  — бывшее предприятие, входившее в группу «Интегра». Являлся одним из старейших предприятий Тюмени.

## Предыстория
Тюмень стала центром судостроения с развитием Второй промышленной революции в России - в конце XIX - начале XX века.  Также город был главной базой торгового и пассажирского парового флота в бассейне Иртыша.

## История

### Начало работы
Завод основан 5 июня 1928 года, когда на заседании правления Ленинградского судостроительного треста были утверждены проект и сметы на строительство верфи в Тюмени.
Однако подготовительные работы для запуска производства начались ранее: за пять лет до этого, в 1923 году, Балтийский завод в Ленинграде получил заказ на изготовление деталей для двух лихтеров грузоподъемностью 2340 тонн. Готовые детали и отдельные узлы были отправлены в Тюмень по железной дороге, где 6 сентября 1923 года поставлены на стапеля для сборки.
Сданные Комитету Северного морского пути в конце июня 1924 года лихтеры позволили увеличить грузооборот  северной навигации в 2-3 раза.
В 1926 году Балтийский завод начал изготовление деталей для второго заказа -  буксирного теплохода «М. Фрумкин» мощностью 1 500 лошадиных сил, заложенного 2 сентября 1926 года на стапелях в Тюмени. Теплоход был сдан 27 июля 1928 года, уже после официального открытия завода.
В последующие несколько месяцев в районе нынешнего Профсоюзного моста строились новые цеха, расположившиеся на площади в 42 гектара. 
К концу первой пятилетки (1929–1932 годы) тюменская верфь спустила на воду 15 пароходов, 37 лихтеров и барж. 
До 1941 года на заводе строились баржи для навалочных грузов, пассажирские и буксирные паровые суда, часть из которых поставлялись в другие регионы в разобранном виде. 

### Завод в годы войны
К осени 1941 года Тюменский судостроительный завод значительно разросся за счёт эвакуации предприятий того же профиля   из Москвы, Ленинграда, Керчи, Херсона, Рыбинска и Зеленодольска. Все они были объединены на базе Тюменской судоверфи, которая 31 декабря 1941 года получила наименование «Тюменский завод № 639 Народного комиссариата судостроительной промышленности» со специализацией на выпуске торпедных катеров, которые верфь выпускала единственная среди предприятий оборонной промышленности. Штат работников составлял всего 977 человек, или 46% от необходимого; на производство пришли женщины, старики и подростки. К концу 1941 года были спущены на воду первые 16 торпедных катеров, которые пришлось перевозить на ходовые испытания в район Перми, на реку Каму, так как на Туре было много топляка от сплава брёвен. 
Кроме торпедных катеров модификаций Г-5 (их было изготовлено 134) и ТК-123 «Комсомолец» (31), завод ремонтировал повреждённые в боях катера, доставлявшиеся по железной дороге. Кроме того, завод изготавливал миномёты, реактивные снаряды М-13 и полупонтоны с верхним металлическим покрытием.
На тюменских  катерах несли службу 12 Героев Советского Союза на Черноморском флоте, 8 Героев на Балтийском флоте и 2 Героя на Тихоокеанском флоте. Тюменские катера соответственно на Черном море 13 вражеских катеров и барж, на Балтике — 13 тральщиков, 7 сторожевых катеров, транспортов и 2 эскадренных миноносца.
В 1944 году верфь начала строить именные торпедные катера на средства, собранные тружениками тыла: «Молодой патриот трудовых резервов», «Московский ремесленник», «Алтайский школьник», «Алтаец», «Барнаульский колхозник», «Тамбовский комсомолец», «Ленский речник», «Герой Советского Союза Федя Фомин», «Трудовые резервы Татарии» и звено торпедных катеров Г-5 «Тюменский рабочий».
К 1945 году количество работников выросло почти в 2,5 раза и достигло 2400 человек. За ударный труд коллектив трижды получал переходящее Красное знамя ГКО СССР, которое в 1946 году было оставлено заводу на вечное хранение. 341 работник Тюменского судостроительного завода и 32 прикомандированных к нему сотрудника Байкальской сборочной верфи были награждены медалями «За доблестный труд в Великой Отечественной войне 1941-1945 гг.».

### От завода к городку судостроителей
В послевоенные годы завод переориентировался на выпуск мирной продукции для речного судоходства и судов типа «река - море», сохранив частично и свою оборонную специализацию. С 1958 года в соответствии с постановлением ЦК КПСС и СМ СССР № 1094-53 от 03.10.1958 г. заводу было поручено освоить и организовать серийное производство ряда наземных подвижных средств, входящих в ракетные комплексы. Для этого на заводе было создано Специальное конструкторско-технологическое бюро) в составе 130 человек (постановление СМ РСФСР №1639-195 от 07.10.1959 г.). Оперативно было принято решение Тюменского совнархоза о срочном строительстве нового блока цехов площадью 12000 м2 с прилегающим к нему трёхэтажным административным зданием (площадью 3500 м2), материально-технические ресурсы поставлялись в срочном порядке по статье «НР» (непредвиденные работы), заказы по которой выполнялись в первую очередь, были определены номенклатура изделий плана 1959 г., а также сроки поставки конструкторской документации и её разработчик. 
В 1962 году на заводе начала выходить многотиражная газета «Тюменский судостроитель».
В 1960-е годы развитие завода было связано с освоением тюменской нефти. В 1964 году начался серийный выпуск  нефтеналивного флота для транспортировки добытого сырья на нефтеперерабатывающие заводы. За четыре года было построено 186 нефтеналивных барж и сорок танкеров общей грузоподъёмностью 406 тысяч тонн, которые обеспечили доставку более пяти миллионов т нефти с севера на Омский НПЗ до завершения строительства первого нефтепровода Усть-Балык - Омск.
Для обеспечения нефтедобывающих районов электроэнергией на заводе был разработан проект плавучей электростанции «Северное сияние» и построены две станции общей мощностью 48 МВт.
С 1947 по 1992 годы завод построил более двух тысяч судов. Это пассажирские теплоходы, сухогрузы и буксиры, рефрижераторы, автомобильные паромы. За создание плавучей электростанции «Северное сияние» коллектив завода награждён Государственной премией СССР.
За вклад в Победу советского народа в Великой Отечественной войне указом от 4 мая 1985 года завод на награждён орденом Отечественной Войны I степени.

### Новые собственники
В 1992 году предприятие сменило форму собственности и стало акционерным обществом. В рамках конверсии завод выпускал продукцию для топливно-энергетического комплекса: подъемные агрегаты для ремонта скважин, мобильные установки для гидродинамических исследований скважин, нефтеналивные баржи. 
С середины 1990-х годов завод попал в тяжелейшее финансовое положение и перестал выпускать судостроительную продукцию. Государственного заказа не было, увольнялись квалифицированные рабочие, инженеры, технологи. 
В августе 2006 года предприятие вошло в группу «Интегра». Предприятие было перепрофилировано на выпуск тяжелых буровых установок. В течение 2006–2009 годов в восстановление завода «Интегра» инвестировала около 500 млн. рублей, которые были направлены на развитие инфраструктуры предприятия.

### Ликвидация завода
30 августа 2011 года «Интегра» объявила на своем сайте о продаже ООО «ТСЗ», в собственности которого находится имущественный комплекс бывшего Тюменского судостроительного завода. Покупателем выступило ООО «Монолит», входящее в Группу компаний «ДОМ», одну из крупнейших девелоперских компаний Тюмени. Сумма сделки составила 773 млн. рублей (26,7 млн. долл. США). Итогом всех этих мероприятий должен стать снос завода и застройка около 42,7 гектара земли многоэтажками гражданского назначения. По оценкам новых владельцев на подготовку уйдет 1-1,5 года.
В 2017 году был создан сайт для сохранения памяти о Тюменском судостроительном заводе и тех, кто работал на этом предприятии.

## Награды
За создание плавучей электростанции «Северное сияние» коллектив завода награждён Государственной премией СССР.
За вклад в Победу советского народа в Великой Отечественной войне указом от 4 мая 1985 года завод на награждён орденом Отечественной Войны I степени.

## Руководители
Потапов Пётр Петрович — 1953—1955, 1960—1989 гг.  